# Brankovice
Brankovice (deutsch Brankowitz) ist eine Minderstadt in Tschechien. Sie liegt sechs Kilometer nördlich von Koryčany und gehört zum Okres Vyškov.

## Geographie
Brankovice befindet sich am Übergang zwischen den Litenčické vrchy, Ždánický les (Steinitzer Wald) und Marsgebirge. Das Städtchen liegt im Tal der Litava (Leitha) an der Einmündung der Bäche Litenčický potok und Pohraniční potok. Nördlich erheben sich der Hradisko (518 m), Lichov (381 m) und Galášky (311 m), im Nordosten die Chroustová (345 m) und Na Pasekách (380 m), südöstlich die Kraví hora (376 m), im Süden die Žaroušky (352 m), Padělky (332 m) und der Brankovický kopec (338 m), südwestlich die Vysoká (347 m), im Westen der Soudný (328 m) sowie nordwestlich die Kopánky (349 m). Durch Brankovice führt die Straße E 50/I/50 von Brno nach Uherské Hradiště. Am südlichen Stadtrand verläuft die Bahnstrecke Brno – Veselí nad Moravou, die hier in einer großen Schleife um den Brankovický kopec aus dem Litava-Tal in das Tal der Kyjovka geführt wird.
Nachbarorte sind Nemochovice im Norden, Kunkovice im Nordosten, Malínky und Kožušice im Osten, Střílky, Dvorek und Blišice im Südosten, Koryčany, Mouchnice und Nemotice im Süden, Snovídky und Letošov im Südwesten, Nové Zámky und Milonice im Westen sowie Dobročkovice, Komorov und Chvalkovice im Nordwesten.

## Geschichte

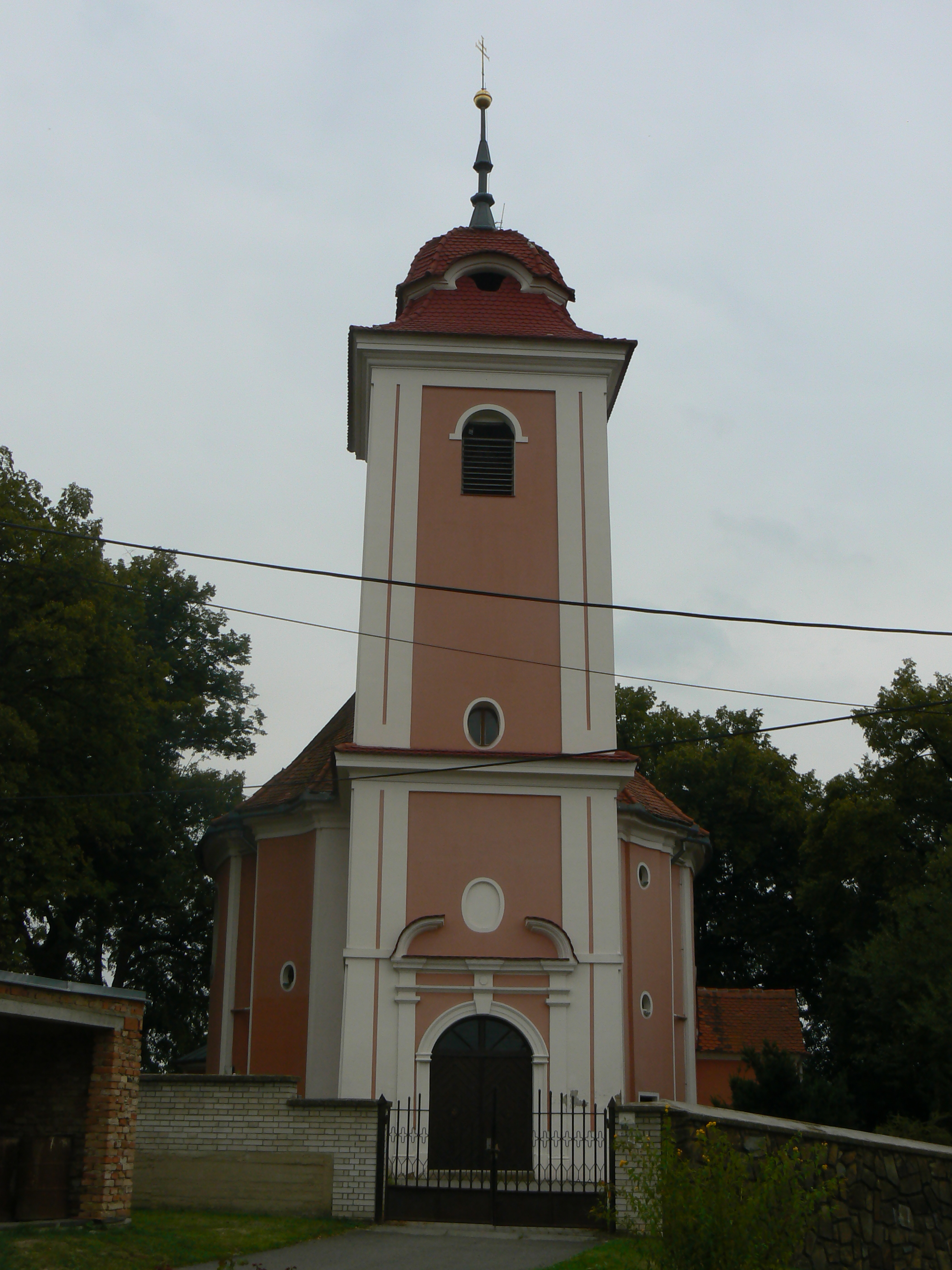
Kirche St. Niklas

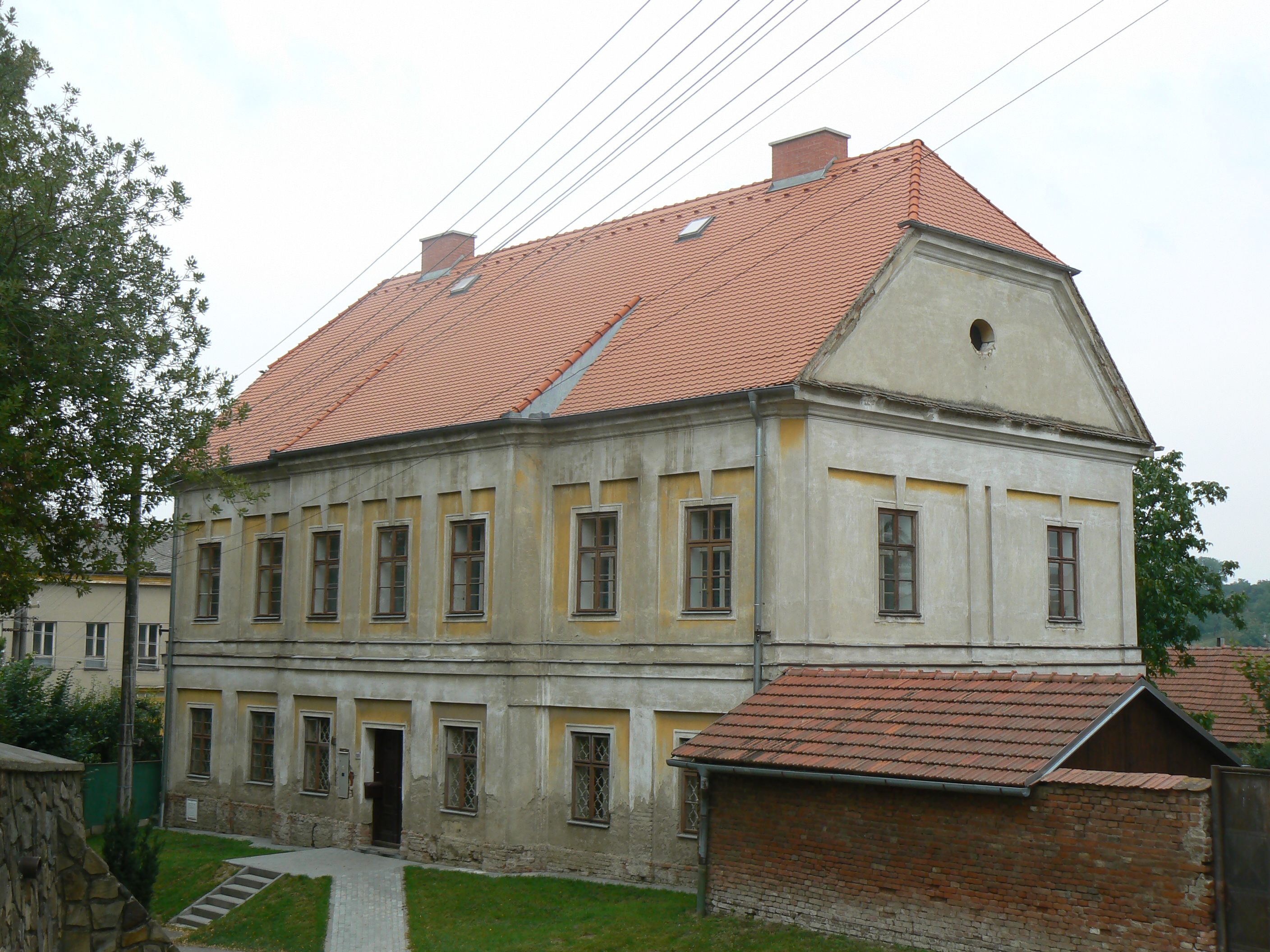
Pfarrhaus

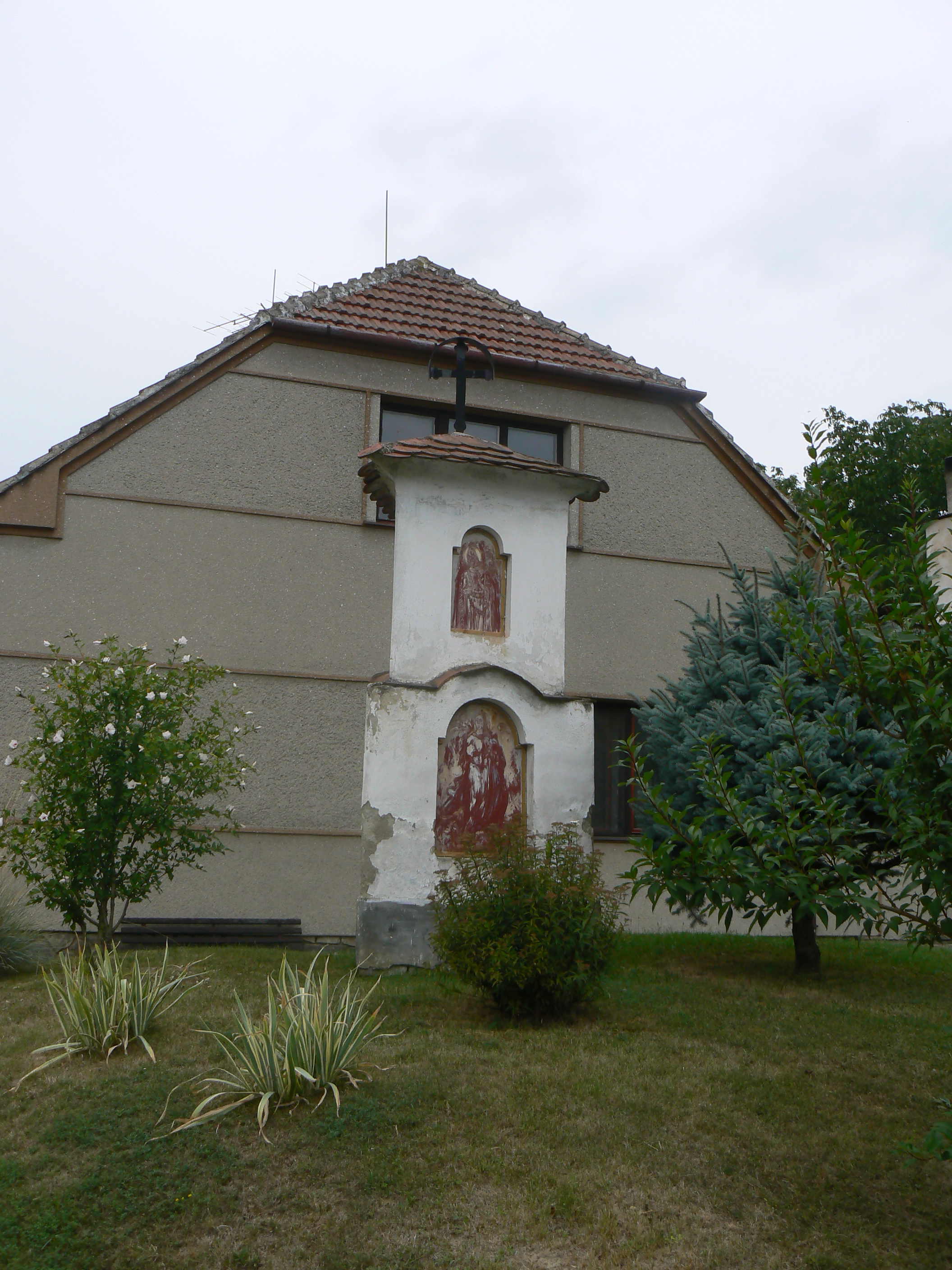
Betsäule

Archäologische Funde belegen eine frühzeitliche Besiedlung der Gegend. So wurde 1936 beim Bodenaushub für einen Schuppen ein jungsteinzeitliches Hockergrab aus der Zeit um 2000 v. Chr. aufgefunden. Weitere Objekt- und Gräberfunde erfolgten bei der Errichtung eines Gewerbegebietes. Reste von Wällen am Hang unterhalb des Bahnhofs deuten auf eine slawische Burgstätte hin.
Die erste schriftliche Erwähnung des Dorfes erfolgte 1348 in der Landtafel, als Anka, Vilém und Bohuněk von Brankovice als Besitzer eines Teils der Güter eingetragen wurden. Ein weiterer Teil des Dorfes gehörte dem Landesherrn. Der Name des Ortes leitet sich vom Vornamen Branek ab. Seit 1373 ist in Brankovice ein Pfarrer nachweisbar. Um 1427 fand in dem Ort die Lehre von John Wyclif Verbreitung.
1481 verkaufte Puta von Lichtenburg zusammen mit der Burg Střílky auch Brankovice an Johann den Älteren von Oynitz. Unter Tas von Oynitz wurde Brankovice 1511 an die Herrschaft Bučovice angeschlossen. Im Jahre darauf erhielt Brankovice durch Tas von Oynitz die Wälder Chroustová und Vysoká geschenkt. Die Schenkungsurkunde ist im Original nicht überliefert, es ist lediglich eine Abschrift aus dem Jahre 1778 vorhanden. Tas von Oynitz ließ westlich neben Brankovice die neue Siedlung Tasovice angelegen. Um 1530 fand die Lehre der Böhmische Brüder zunehmende Verbreitung. Ab 1533 gehörte die Herrschaft Wenzel von Boskowitz, der mit Anna, einer Tochter des Tas von  Oynitz, verheiratet war. Wenzel von Boskowitz gestattete den Bunzlauer Brüdern 1552 die Errichtung eines Bethauses. 1560 folgte sein Sohn Jan Šembera Černohorský von Boskowitz als Besitzer. Mit dessen Tode erlosch das Geschlecht der Boskowitzer 1597 im Mannesstamme. Das Erbe fiel an Jan Šemberas Töchter Anna und Katherina sowie deren Ehemänner, die Brüder Karl I. und Maximilian I. von Liechtenstein. Katherina, die in den 1580er Jahren zum Katholizismus übergetreten war, ließ in Brankovice wieder einen katholischen Pfarrer einsetzen. Am 20. November 1690 zerstörte ein Brand die Kirche. Nachdem Alois Joseph von Liechtenstein 1798 das Allodgut Neuschloss aufgekauft hatte, wurde Brankovice diesem zugeordnet. 1828 ließen die Liechtensteiner in Brankovice ein Schulhaus errichten.
Nach der Aufhebung der Patrimonialherrschaften bildete Brankovice ab 1850 eine Gemeinde in der Bezirkshauptmannschaft Wischau.
Ab 1869 verpachteten die Fürsten von Liechtenstein das Gut Neuschloss an wechselnde Pächter. 1887 wurde die Eisenbahnstrecke von Brünn über Ungarisch Hradisch nach dem Wlarapass eingeweiht. Die Liechtensteiner vereinten 1890 die Herrschaften Steinitz und Butschowitz zum Gut Butschowitz-Steinitz. Die Freiwillige Feuerwehr gründete sich 1895. Am 2. Februar 1899 erhob Kaiser Franz Joseph I. Brankovice zum Marktflecken. 1930 wurde zwischen dem Brankovicer Markt und Tasov eine Straßenverbindung hergestellt. Zwischen 1949 und 1959 gehörte die Gemeinde zum Okres Bučovice und kam nach dessen Aufhebung 1960 zum Okres Vyškov zurück. 1976 wurden die Dörfer Dobročkovice, Kožušice und Malínky an Brankovice angeschlossen. 1985 kamen noch Nemochovice und Chvalkovice hinzu. Diese Ortschaften lösten sich 1990 wieder los und bildeten eigene Gemeinden. Brankovice führt seit 1998 ein Wappen und Banner. Seit dem 10. Oktober 2006 besitzt Brankovice wieder den Status eines Městys. Seit 1976 leitet Josef Hlaváč die Geschicke des Ortes, seit 1976 als Vorsitzender des örtlichen Nationalausschusses (MNV) und seit 1991 als Bürgermeister.

## Ortsgliederung
Für den Městys Brankovice sind keine Ortsteile ausgewiesen. Zu Brankovice gehört die Ortslage Tasov.

## Sehenswürdigkeiten

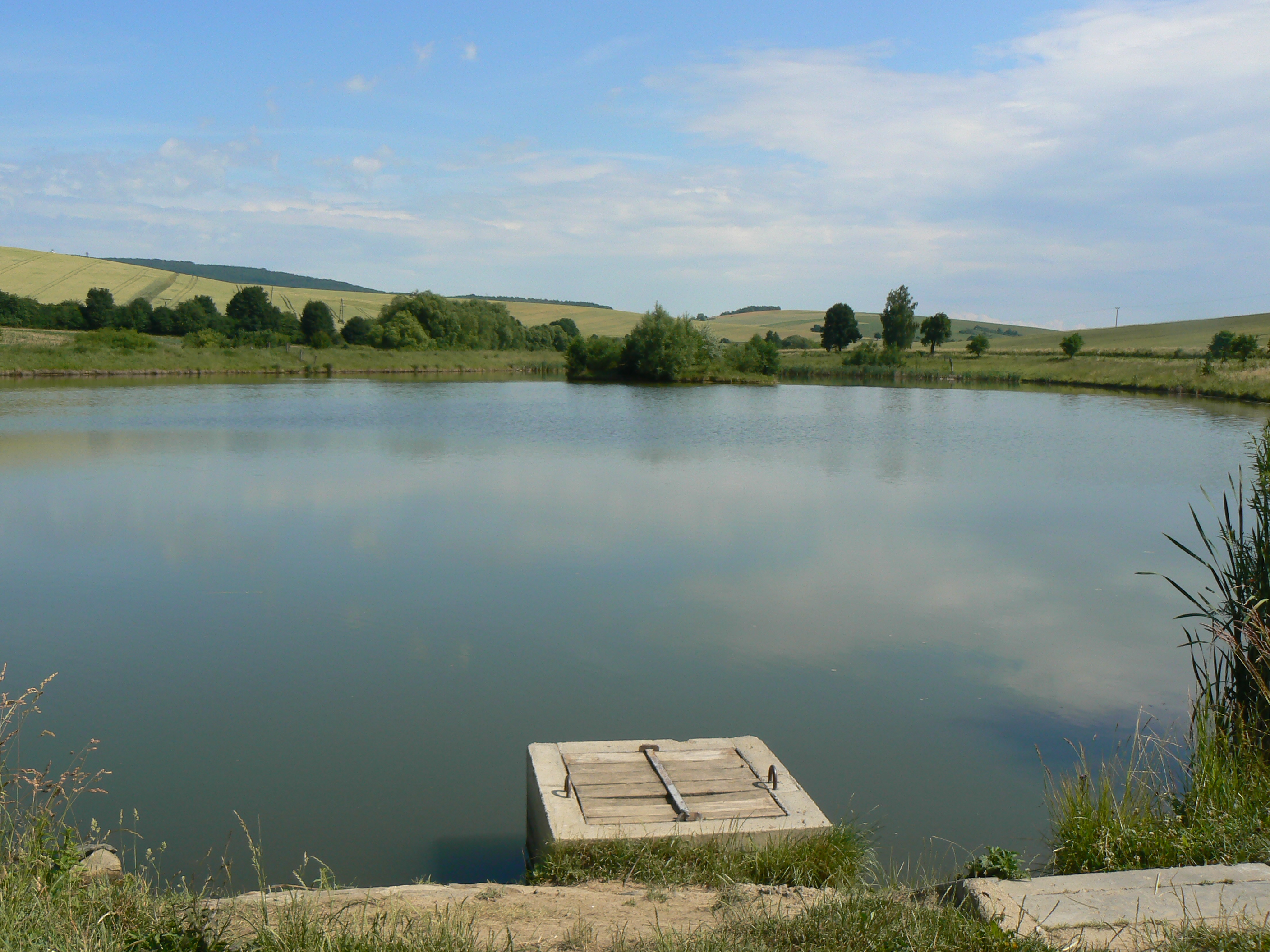
Teich Hlavatka

- Barocke Kirche St. Niklas, erbaut 1714 an der Stelle eines 1690 abgebrannten Vorgängerbaus
- Pfarrhaus, errichtet 1627
- Teich Hlavatka, nördlich des Ortes
- Quelle Heiliger Brunnen
- Betsäule
- Naturdenkmal Přední Galašek, nördlich von Brankovice
- Naturdenkmal Kuče, östlich des Ortes, Population trockenheitsliebender Pflanzen